# ウ・ジョンシン
ウ・ジョンシン（우정신、禹貞新、Woo Jeong Sin、1970年2月19日 - ）は大韓民国の女性声優。
韓国国内において、「声優オタクの女神」として人気を博している。

## 出演作品
※太字は主役・ヒロイン・メインキャラクター。

### 日本アニメ
- 愛天使伝説ウェディングピーチ（スカーレット 小原 / エンジェルサルビア）※MBCテレビ放送版
- 赤ずきんチャチャ （どろしー、マリン） ※MBCテレビ放送版
- アニマル横町（松崎亜美）
- ARIAシリーズ（水無灯里）
- 犬夜叉（珊瑚）
- カードキャプターさくら（李苺鈴、木之本撫子、秋月奈久留）
- こばと。（花戸小鳩）
- 極上!!めちゃモテ委員長（シン・ミミ（北神未海））
- 彩雲国物語（紅秀麗）
- 涼宮ハルヒの憂鬱（長門有希）
- 千と千尋の神隠し（荻野悠子）
- とある魔術の禁書目録（御坂美琴）
- デジモンフロンティア（ウ・ジョンフン（神原拓也））
- BAMBOO BLADE（川添珠姫）
- プリパラ 3rd Season（緑風ふわり）2代目
- ポケットモンスターAG（ムサシ）2代目
- ポケットモンスターDP（ムサシ）
- ミラクル☆ガールズ（松永 ともみ）
- 名探偵コナン（ホン・チャンミ（灰原哀））
- レ・ミゼラブル 少女コゼット（コゼット）
- ローゼンメイデン（翠星石）
- 神秘の世界エルハザード（スジ（陣内菜々美）） ※SBS放送版

### 韓国アニメ
- トゥルトゥルトゥ ナロンイ（ウキャ、トリ）
- 快傑ロンマン ナロンイ（ウキャ、トリ）
- スフィアーズ（王女）

### 海外アニメ
- ピンク・パンサー（ピンク・パンサー）
- Winx Club（ブルーム）
- ティーン・タイタンズ (アニメ)（レイブン）
- スポンジ・ボブ（サンディ・チークス、カレン他）

### 吹き替え
- アイランド（サラ・ジョーダ（スカーレット・ヨハンソン））※SBSテレビ放送版
- E.T. （ガーティ（ドリュー・バリモア））※MBCテレビ放送版

### ゲーム
- ルニア戦記（アスカ）
- エルソード（イヴ）